# Морозов Володимир Євгенійович (бас)
Володи́мир Євге́нійович Моро́зов (нар. 18 листопада 1996, Фастів, Київська область, Україна) — український оперний співак (бас), лауреат міжнародних конкурсів.

## Життєпис

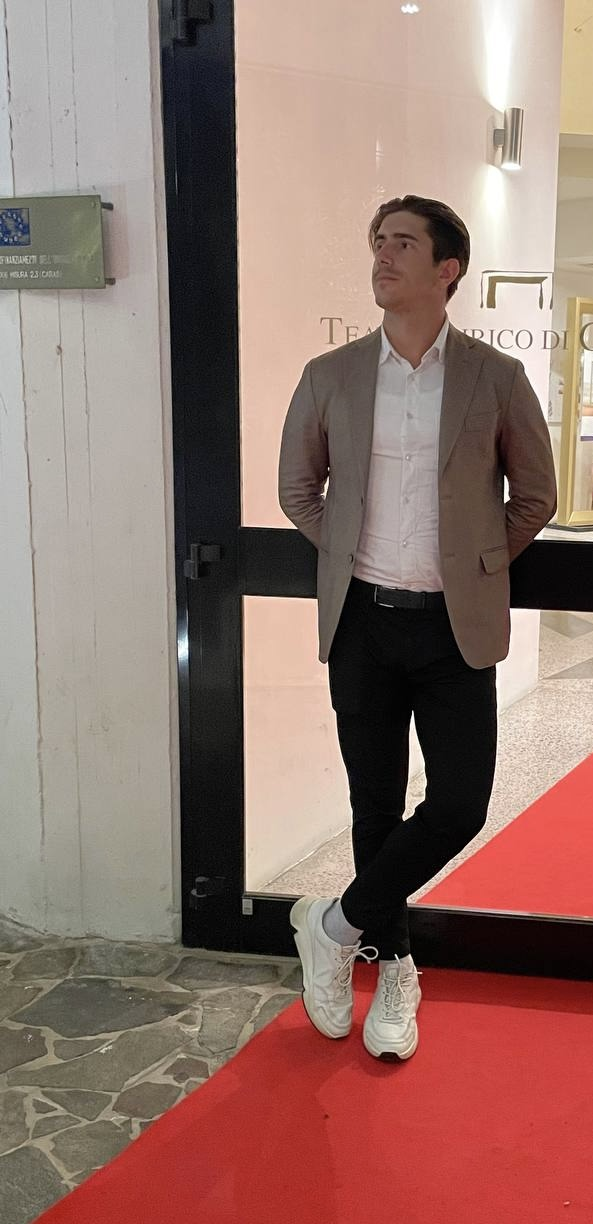
Володимир Морозов у Кальярі (Італія)

Народився в м. Фастів Київської області. Навчався грі на баяні спочатку в музичній школі, потім — у Коледжі культури й мистецтв (Київ, Україна), який закінчив у 2016 р. Також здобув там фах диригента оркестру народних інструментів.
Перші приватні уроки співу отримав у Миколи Кренцева і Святослава Пікульського. У 2016-2024 рр. брав приватні уроки у Тараса Штонди. У 2017 р. вступив до Національної музичної академії України імені П. І. Чайковського в Києві, де його викладачами були Григорій Гаркуша і Анатолій Кочерга, в 2022 р. отримав там ступінь бакалавра. У 2020-2021 рр. займався в Регіональній консерваторії Парижа у професора Іва Сотена. У 2022 р. отримував консультації та майстер-класи у професорів консерваторій Італії Стефано Джібеллато (Венеція) і Мікеле Порчеллі (Мілан). У 2022-2023 рр. стажувався в Академії Флорентійського музичного травня (Італія), в 2022-2025 рр. навчався в магістратурі університету Моцартеум у Зальцбурзі (Австрія). У 2024 р. зарахований до стажерської групи оперного театру м. Валенсія (Палац мистецтв імені королеви Софії, Іспанія).
Виступав у Італії, Франції, Австрії, Німеччині, Бельгії, Японії, Словенії, Україні, отримав премії на численних міжнародних конкурсах оперних співаків у Італії, Словенії, Україні. Підписав контракт з Німецькою оперою (Дойче Опер)
(Берлін, Німеччина) на сезон 2025-2026 рр., у цьому театрі він  дебютував у травні 2025 р.
Виступав на сценах театру Флорентійського музичного травня
(Муніципальний театр Флоренції) (Італія) (2022-2023), Театру Джузеппе Верді в Буссето (Італія) (2024), Оперного театру м. Кальярі (Італія) (2024-2025), театру Легара в м. Бад-Ішль (Австрія) (2024), театру м. Боже-ан-Анжу (Франція) (2024, 2025) та театру університету Моцартеум у Зальцбурзі (Австрія) (2023-2024).
Серед партнерів Володимира Морозова по оперній сцені — Пласідо Домінго, Аїда Гаріфулліна, Франческо Мелі, Енхбатин Амартувшин, Клементін Марґен, Валентина Нафорніце, Вероніка Джиоєва. Співак співробітничав з такими видатними диригентами як Зубін Мета і Даніеле Ґатті.

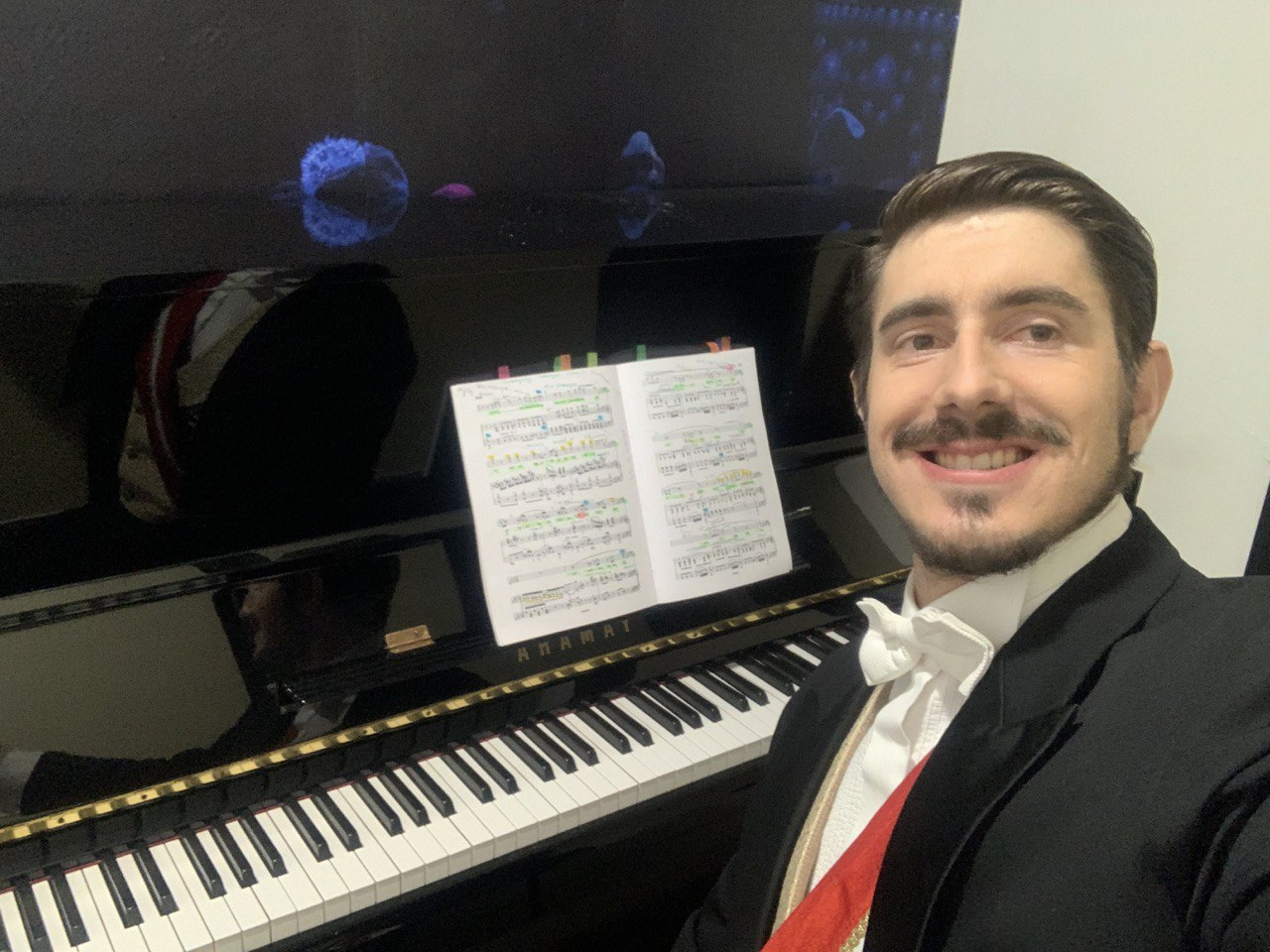
Володимир Морозов перед виставою в Кальярі

## Оперні партії

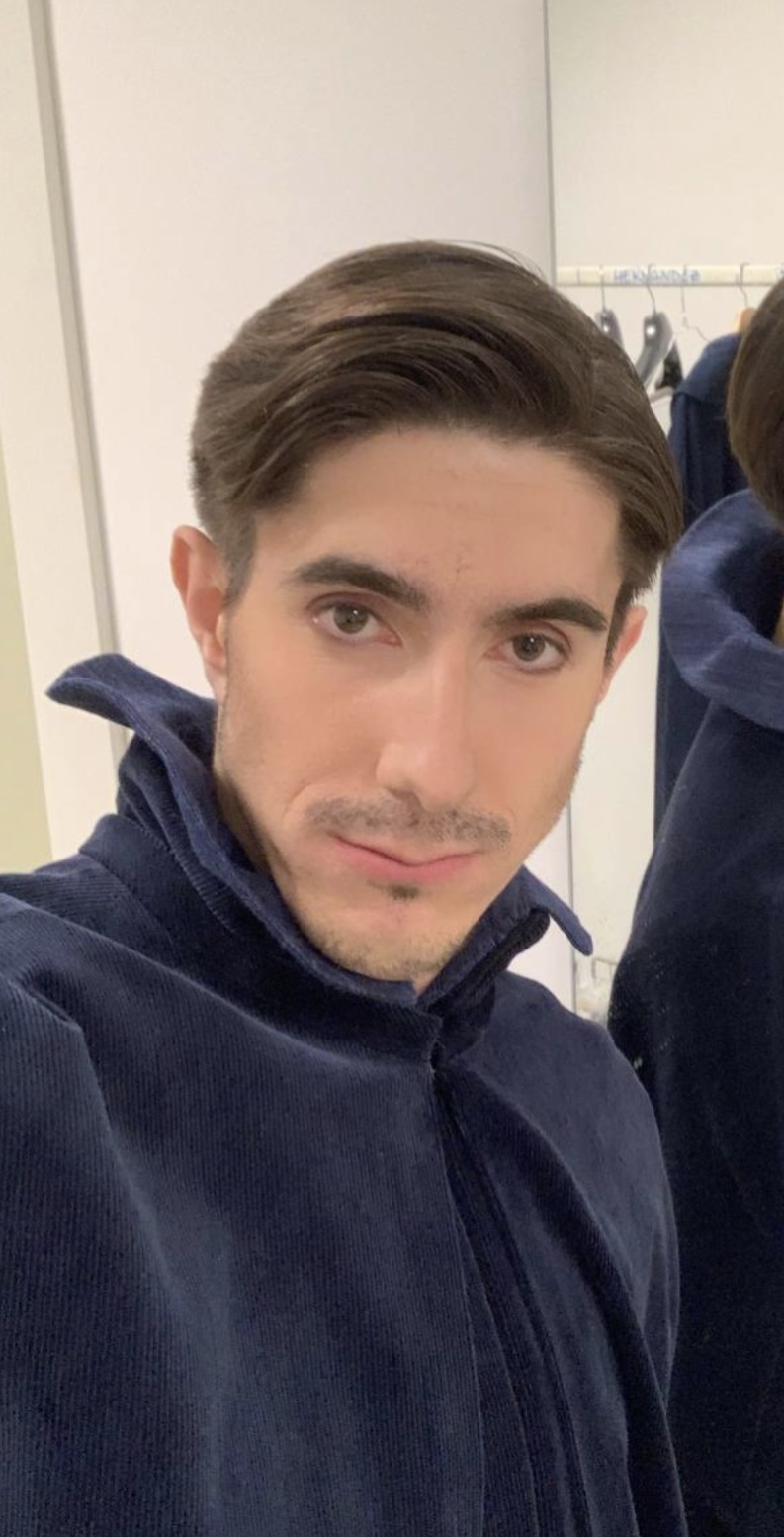
Володимир Морозов у Флоренції

• Мазетто («Дон Жуан» Вольфґанґа Амадея Моцарта)
• Дон Бартоло («Весілля Фігаро» Вольфґанґа Амадея Моцарта)
•  Другий воїн («Чарівна флейта» Вольфґанґа Амадея Моцарта)
• Капелліо («Капулетті і Монтеккі» Вінченцо Белліні)
• Сер Джордж Волтон («Пуритани» Вінченцо Белліні)
• Дон Базиліо («Севільський цирульник» Джоаккіно Россіні)
• Аттіла («Аттіла» Джузеппе Верді)
• Рамфіс («Аїда» Джузеппе Верді)
•  Карл П’ятий; Монах; Перший фламандський депутат; Пʼятий фламандський депутат («Дон Карлос» Джузеппе Верді)
•  Йорґ («Стіффеліо» Джузеппе Верді)
• Лікар Ґренвіль («Травіата» Джузеппе Верді)
• Офіцер («Ріголетто» Джузеппе Верді)
•  Цуніґа («Кармен» Жоржа Бізе)
• Райнмар фон Цветер («Тангойзер» Ріхарда Вагнера)
•  Гремін; Зарецький («Євгеній Онєгін» Петра Чайковського)
• Імам («Запорожець за Дунаєм Семена Гулака-Артемовського)
• Герцог Альвізе Бадоеро («Джоконда» Амількаре Понк'єллі)
• Принц де Буйон («Адріана Лекуврер» Франческо Чілеа)
• Лікар Боров («Федора» Умберто Джордано
• Дон Ініґо Ґомес («Іспанська година» Моріса Равеля)
•  Сальєрі («Моцарт і Сальєрі» Миколи Римського-Корсакова)
•  Старий циган («Алєко» Сергія Рахманінова)
• Пʼєтро («Симон Бокканеґра» Джузеппе Верді)
•  Тимур («Турандот» Джакомо Пуччіні)
•  Чезаре Анджелотті, Шароне («Тоска» Джакомо Пуччіні)
• Барон Окс («Кавалер троянди» Ріхарда Штрауса)
•  Господар («Копач скарбів» Франца Шенкера)
•  Доктор Вільгельм Райшман («Елегія для молодих закоханих» Ганса Вернера Генце)
• Хімік; Пан Рузвельт («Проєкти-переможці» Александера Швайса)

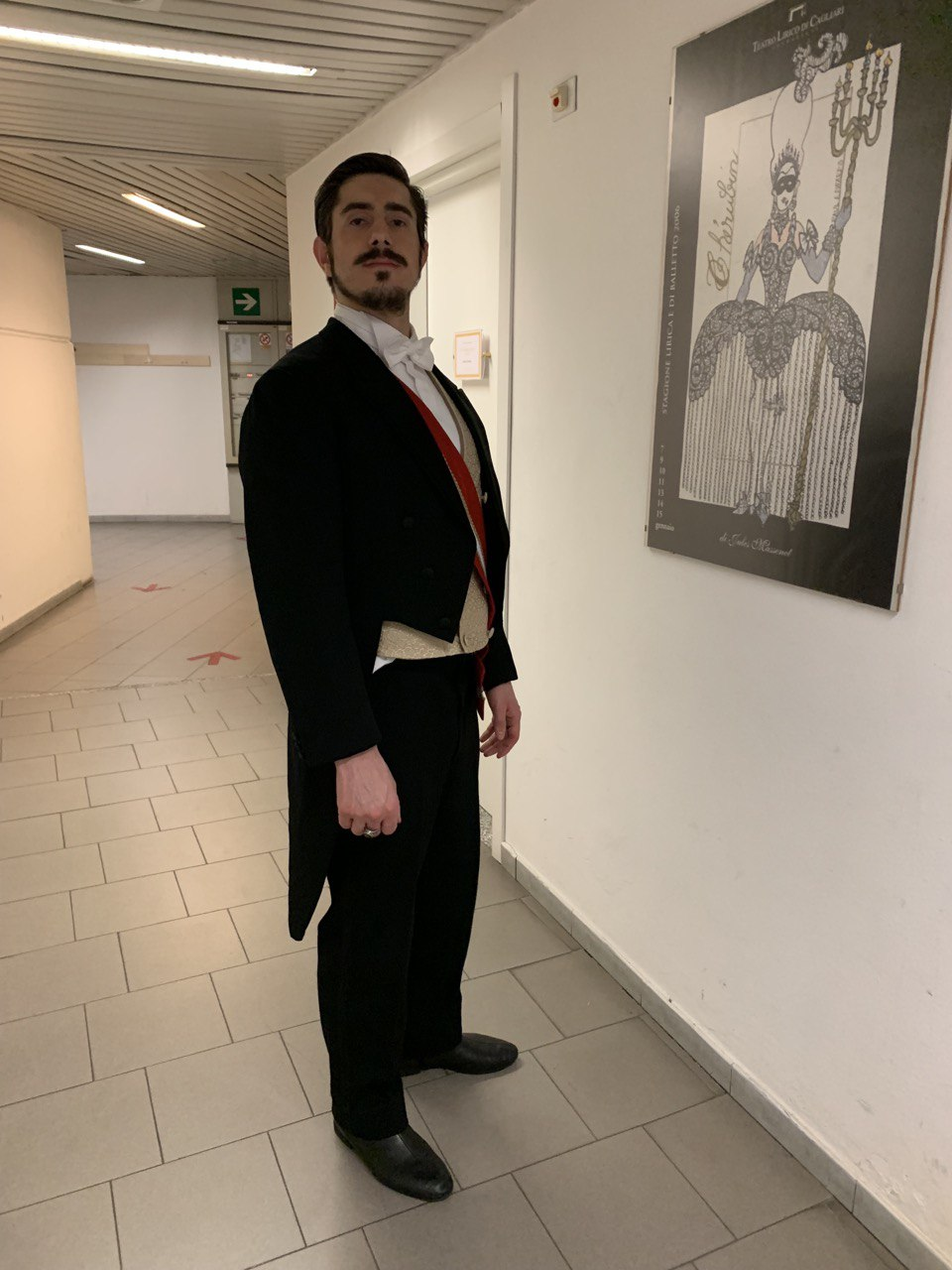
Володимир Морозов перед виставою «Джоконда»

## Кантатно-ораторіальний репертуар
Йоганн Себастьян Бах
•  Магніфікат BWV 243

Йоганн Ернст Еберлін
•  «Меса Святого Джузеппе»

Йозеф Гайдн

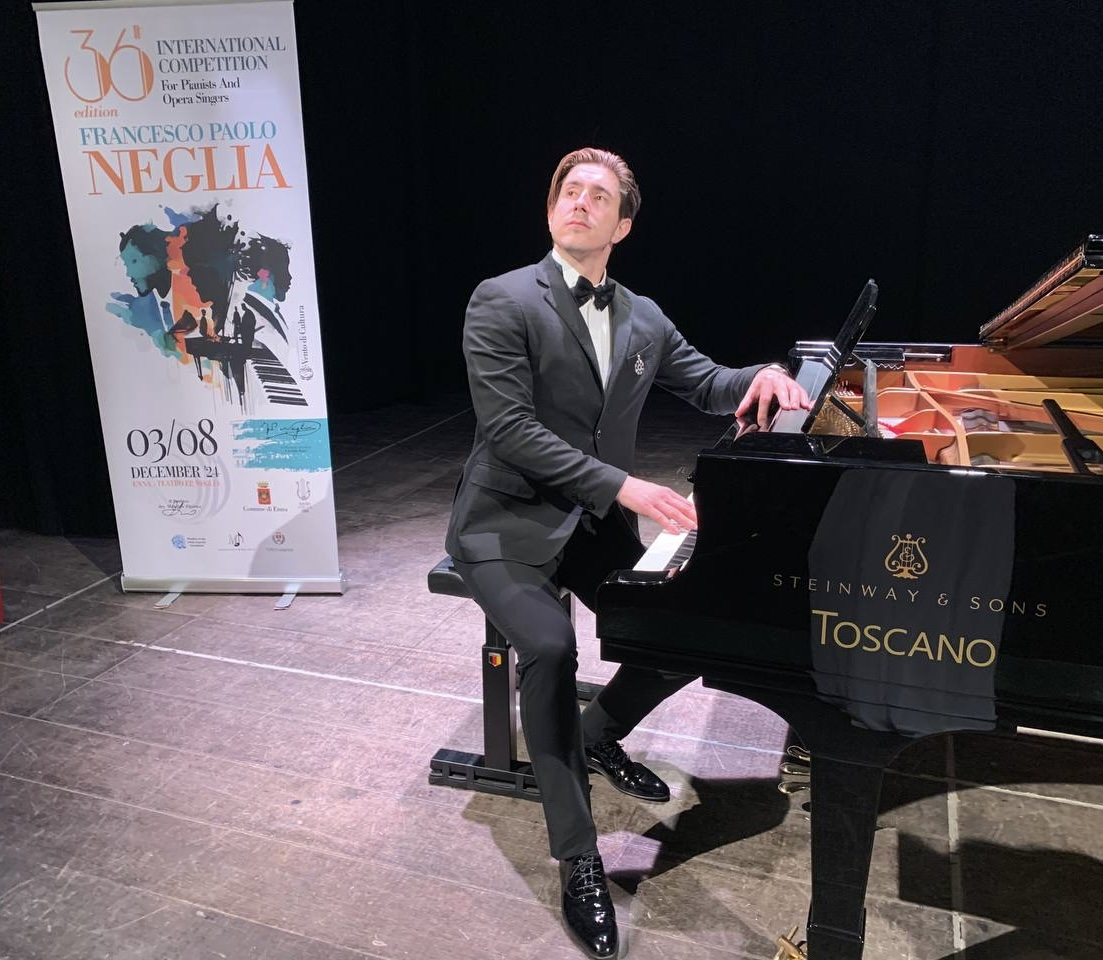
Володимир Морозов у місті Енна (Італія)

•  Меса N 6 Hob. XXII:6 соль мажор «Святий Миколай»

Вольфґанґ Амадей Моцарт
•  Велика меса до мінор KV 427/417a
•  Меса N 10 до мажор («Горобʼяча») KV 220

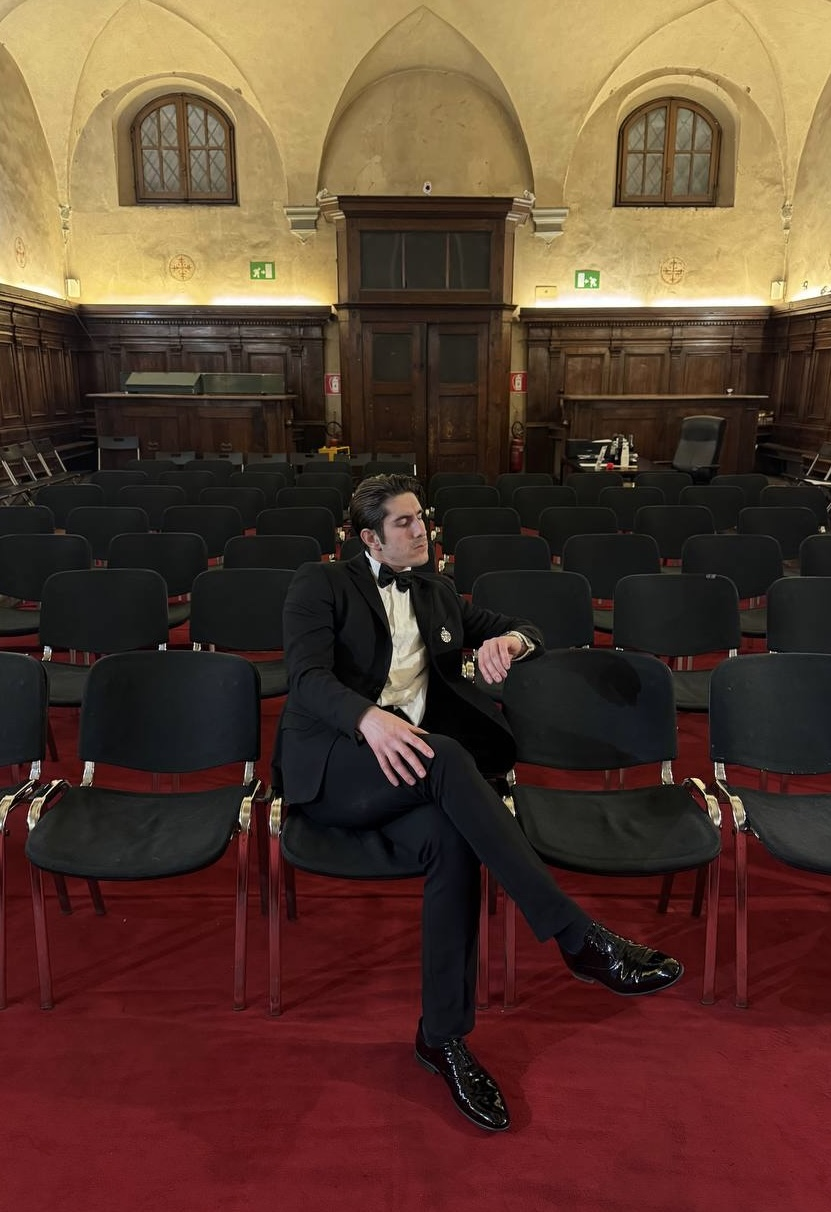
Володимир Морозов перед концертом

•  Missa brevis соль мажор KV 140

Джузеппе Верді
•  «Реквієм»

Володимир Рунчак
• «Труби Єрихона» (читець)

## Концертний репертуар

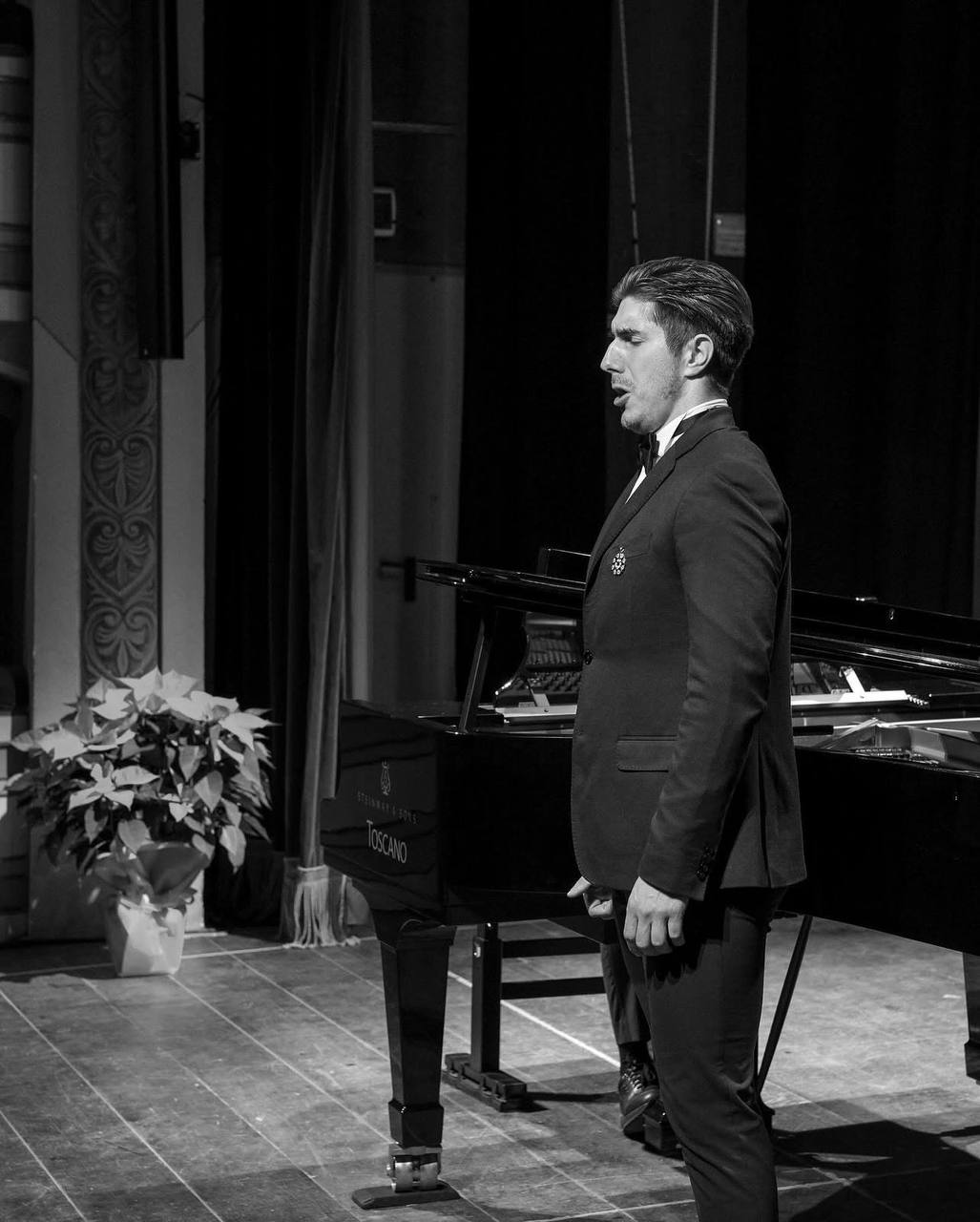
Володимир Морозов

Концертний репертуар співака складається з камерно-вокального доробку українських і зарубіжних композиторів, а також з оперних арій. У його програмах представлені твори Ф. Шуберта, Р. Шумана, Е. Ґріґа, Г. Вольфа, Ш. Ґуно, С. Франка, Ґ. Форе, Ж. Массне, П. Чайковського, М. Мусоргського, Ц. Кюї, М. Лисенка, Я. Степового, В. Косенка, К. Стеценка, А. Кос-Анатольського, Р. Глієра, А. Кармазіна, С. Рахманінова, С. Монюшка та інших авторів, а також українські народні пісні.
Крім арій з поточного репертуару, Володимир Морозов також виконує в концертах арії з тих опер, в яких не співає на театральній сцені.

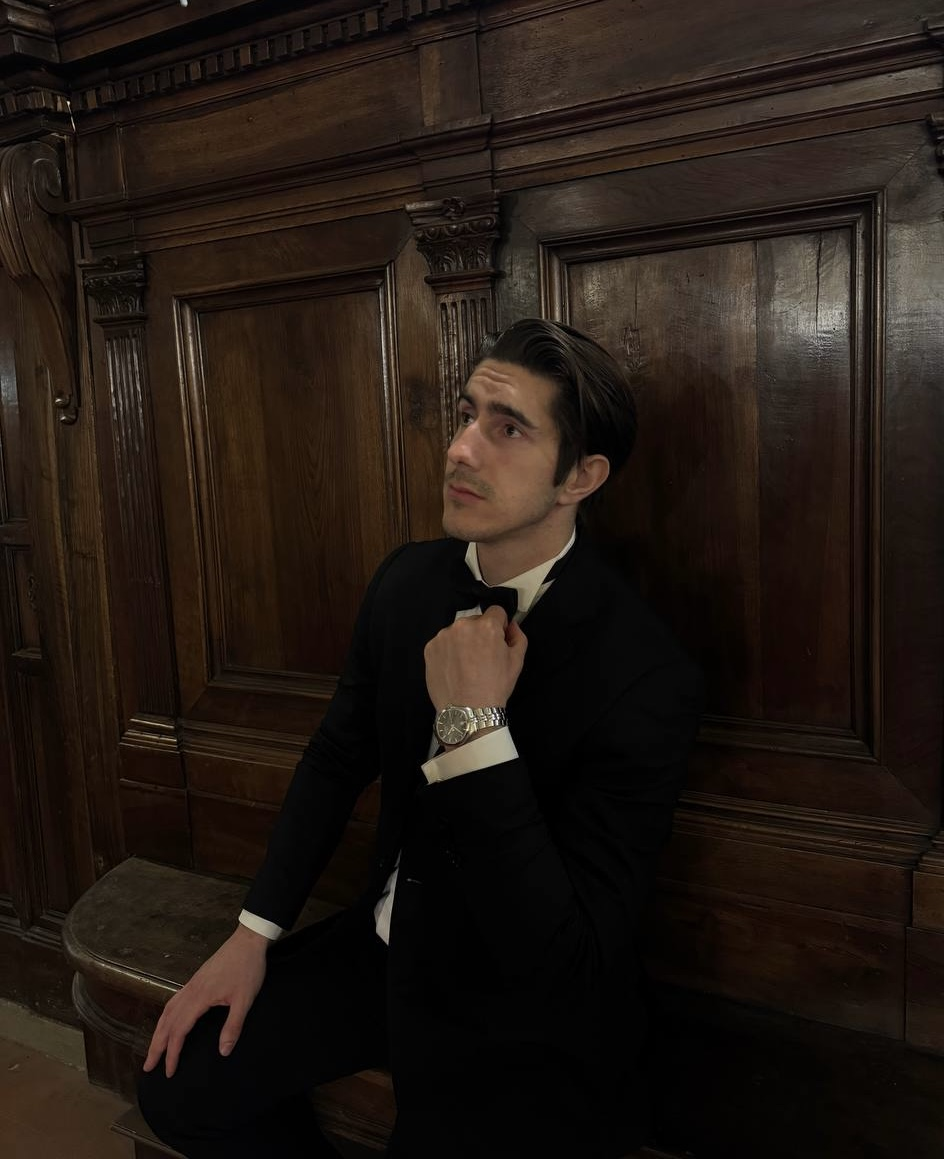
Володимир Морозов перед концертом у Флоренції

## Міжнародні конкурси та нагороди

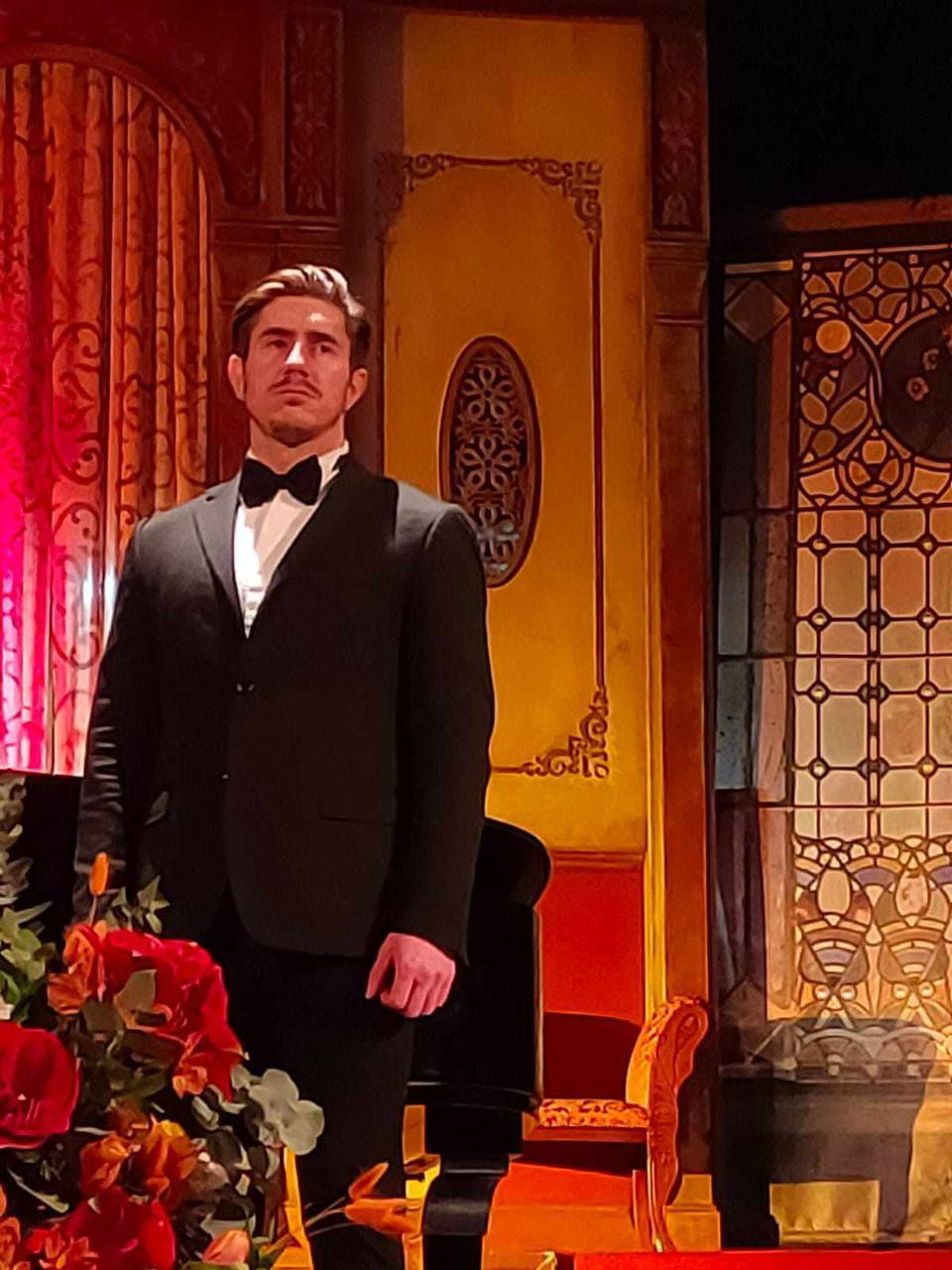
Володимир Морозов у Сульмоні (Італія)

• Друга премія 🥈на Міжнародному оперному конкурсі «Премія Джузеппе Таддеї» (2025, Генуя, Італія)
• Перша премія 🥇 на II Міжнародному конкурсі співаків «Карузо - де Куртіс» (2024, Сорренто, Італія)
• Перша премія 🥇 на XXXVIII Міжнародному конкурсі оперних співаків і піаністів «Франческо Паоло Нелья» (2024, Енна, Італія)
• Перша премія 🥇 на XXXVIII Міжнародному конкурсі оперних співаків «Марія Канілья» (2024, Сульмона, Італія)
• Перша премія 🥇 на I Міжнародному конкурсі оперних співаків Земель Медічі (2024, Серавецца, Італія)
• Друга премія 🥈 на III Міжнародному конкурсі оперних співаків імені Пʼєро Каппучіллі (2023, Ріпаботтоні, Італія)
•  Перша премія 🥇 на V Міжнародному конкурсі оперних співаків у Монтероссо-аль-Маре (2023, Чинкве-Терре, Італія)
• Перша премія 🥇 і золота медаль на V Міжнародному конкурсі співаків SGSM (2023, Ново Место, Словенія)
• Премія найкращому басу 🏆 на XV Міжнародному конкурсі оперних співаків імені Джуліо Нері] (2023, Торрита-ді-Сьєна, Італія)
• Премія глядацького журі 🏆 на VII Міжнародному конкурсі оперних співаків «Країна артистів»(2023, Беллано, Італія)
• Диплом фіналіста 📜 на V Міжнародному конкурсі оперних співаків (2023, Болонья, Італія)
• Перша премія 🥇 на I відкритому патріотичному фестивалі-конкурсі «Народ-герой героїв появляє» (2022, Київ, Україна)
• Друга премія 🥈 на IV Міжнародному конкурсі вокалістів імені Мусліма Магомаєва (2021, Трускавець, Україна)
• Почесні грамоти, отримані за благодійні концертні виступи в Україні (2018-2021)

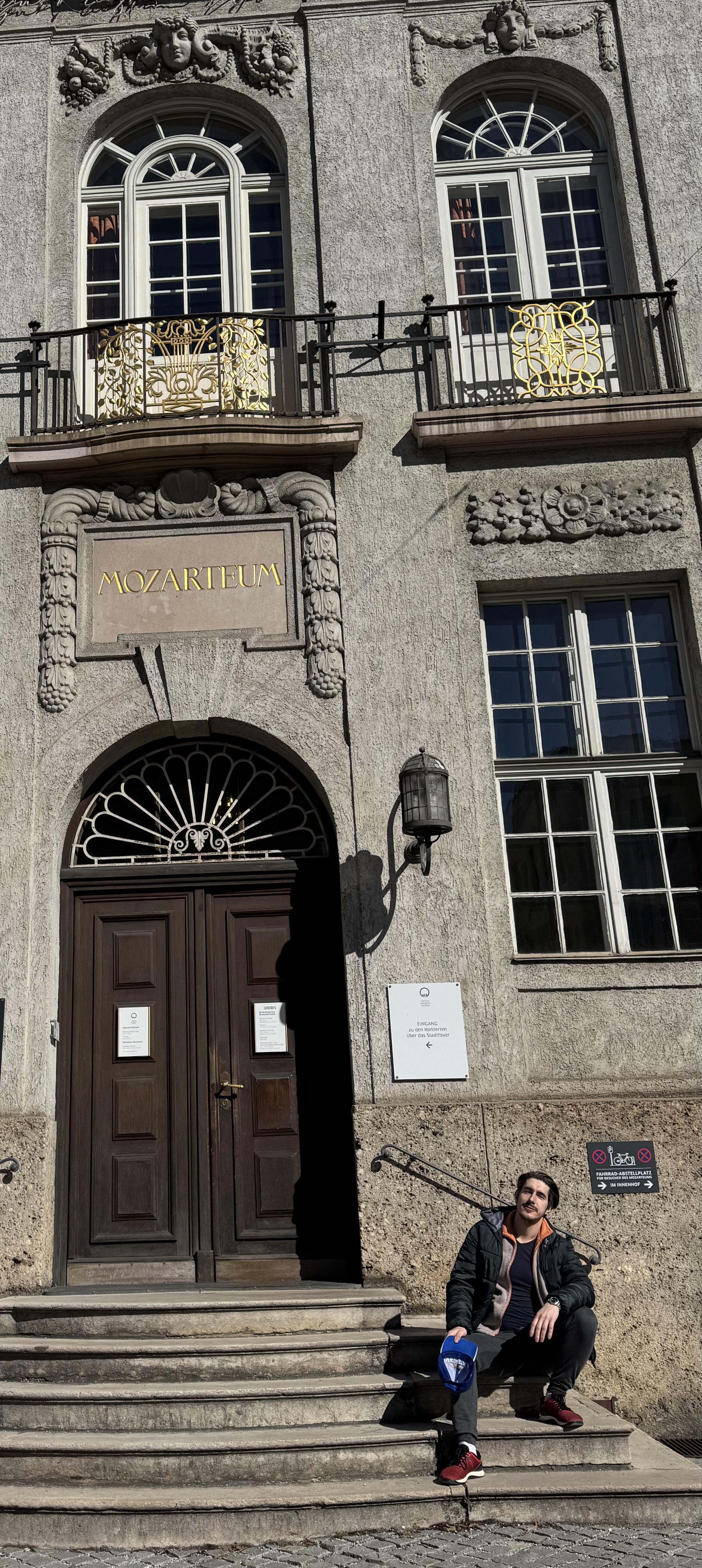
Володимир Морозов біля Моцартеума в Зальцбурзі

## Фотографії

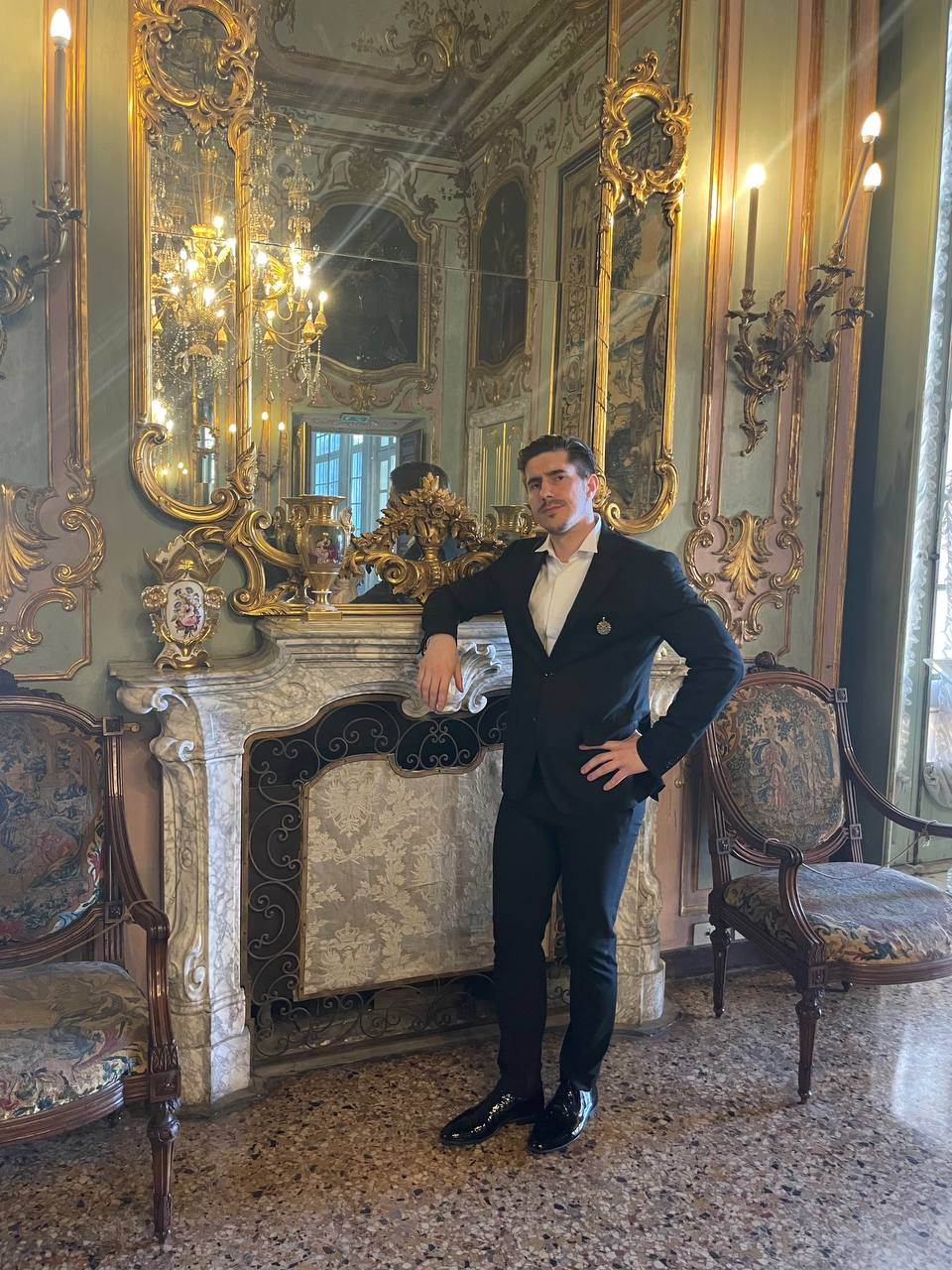
Генуя (червень 2025)

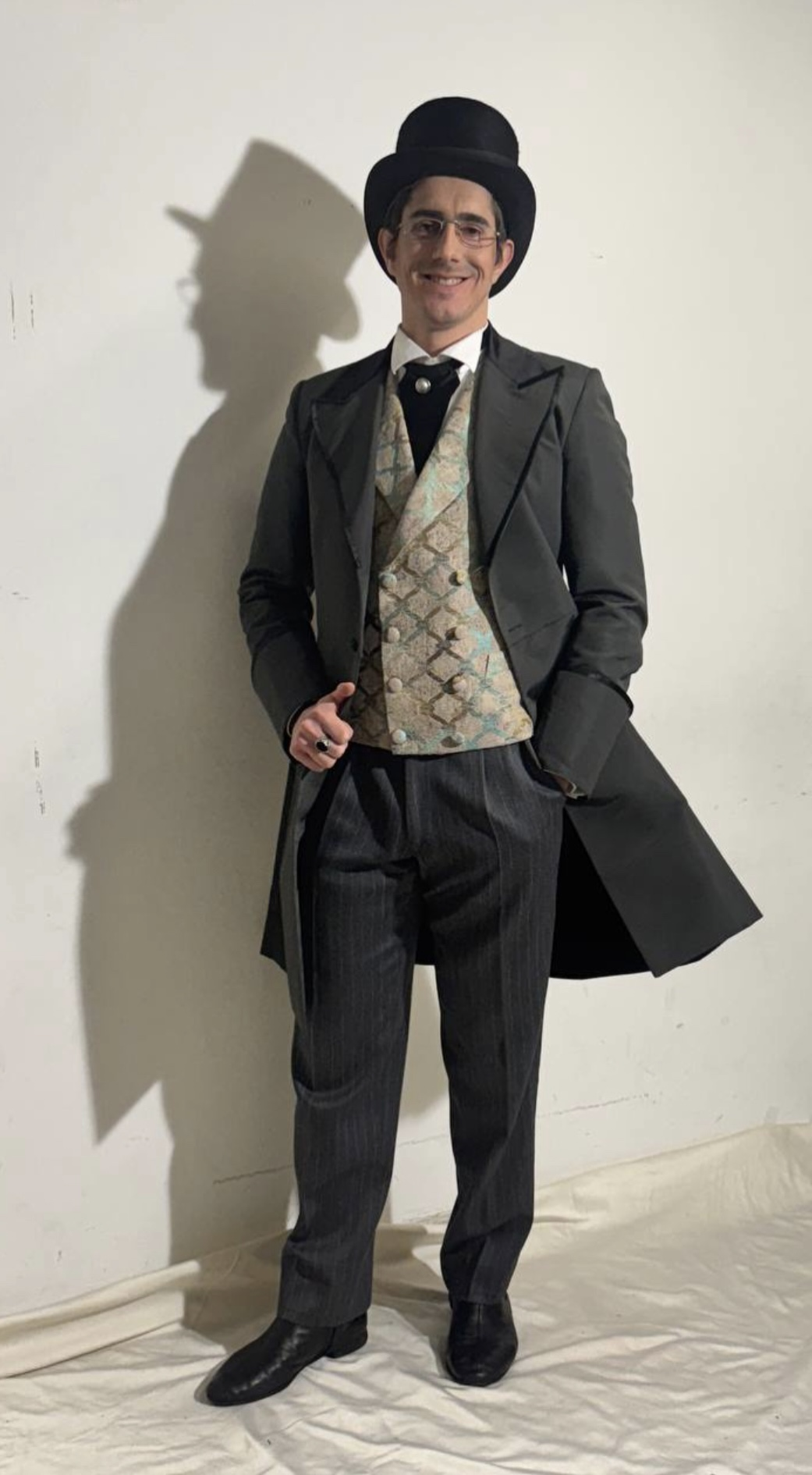
Volodymyr Morozov

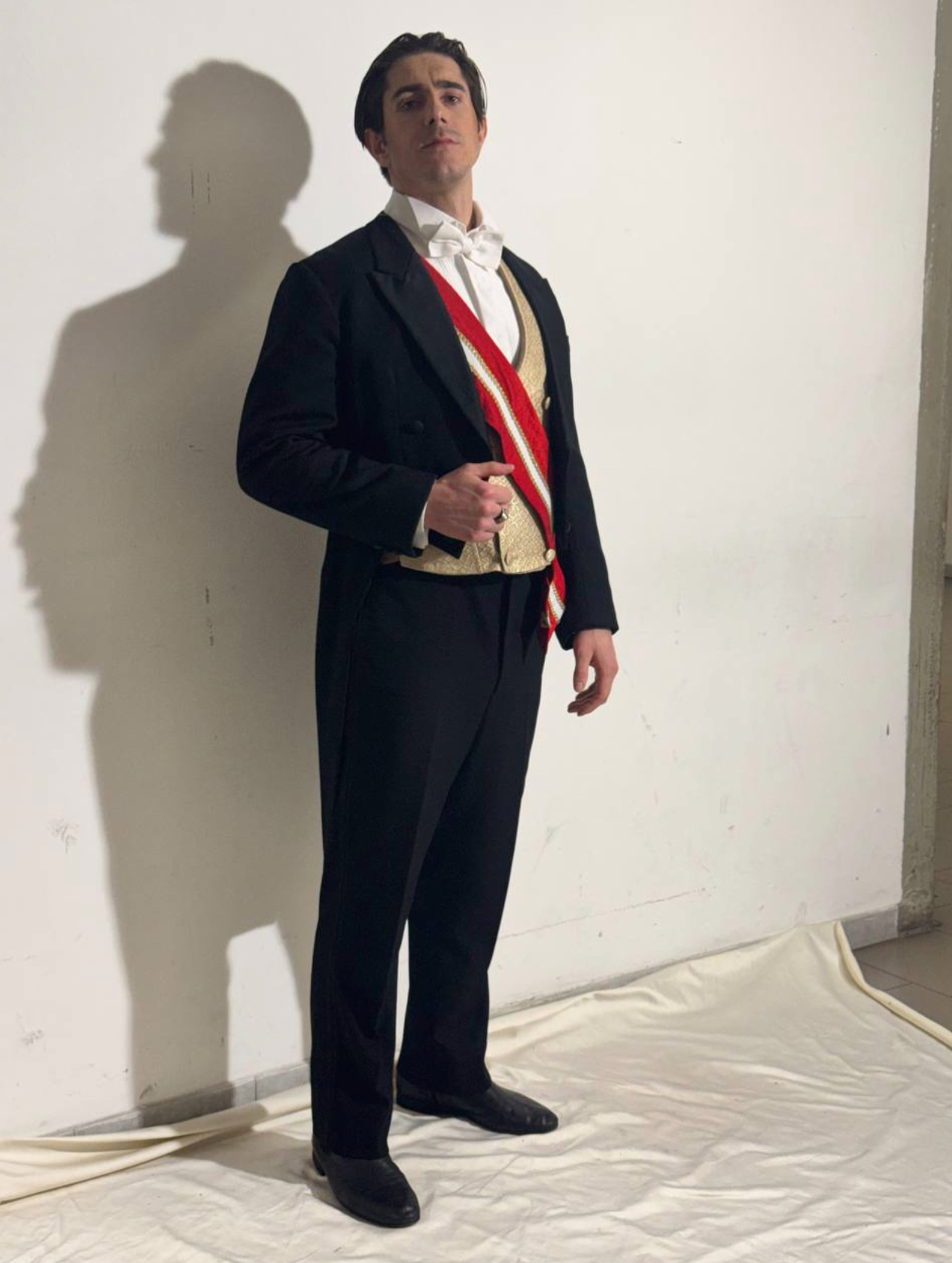
Volodymyr Morozov

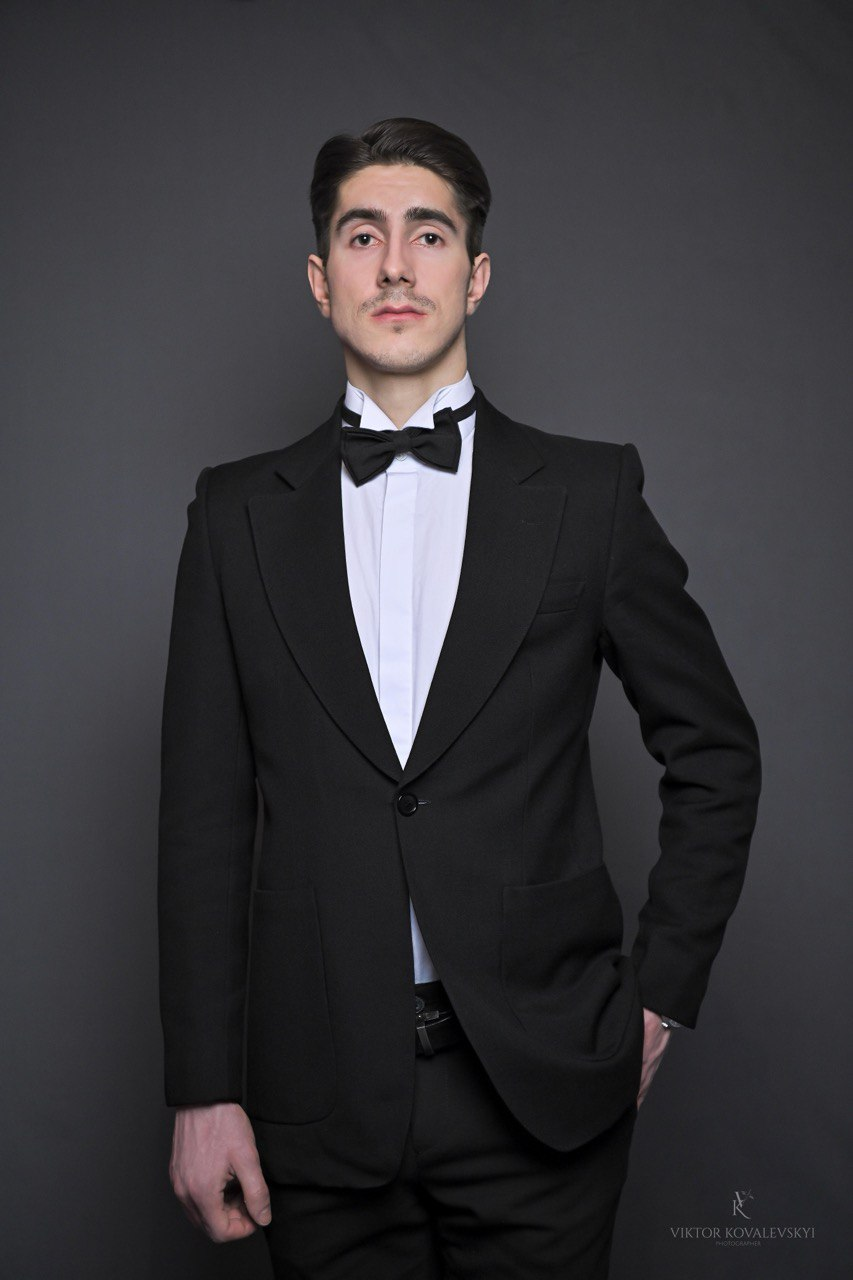
Київ (лютий 2022)

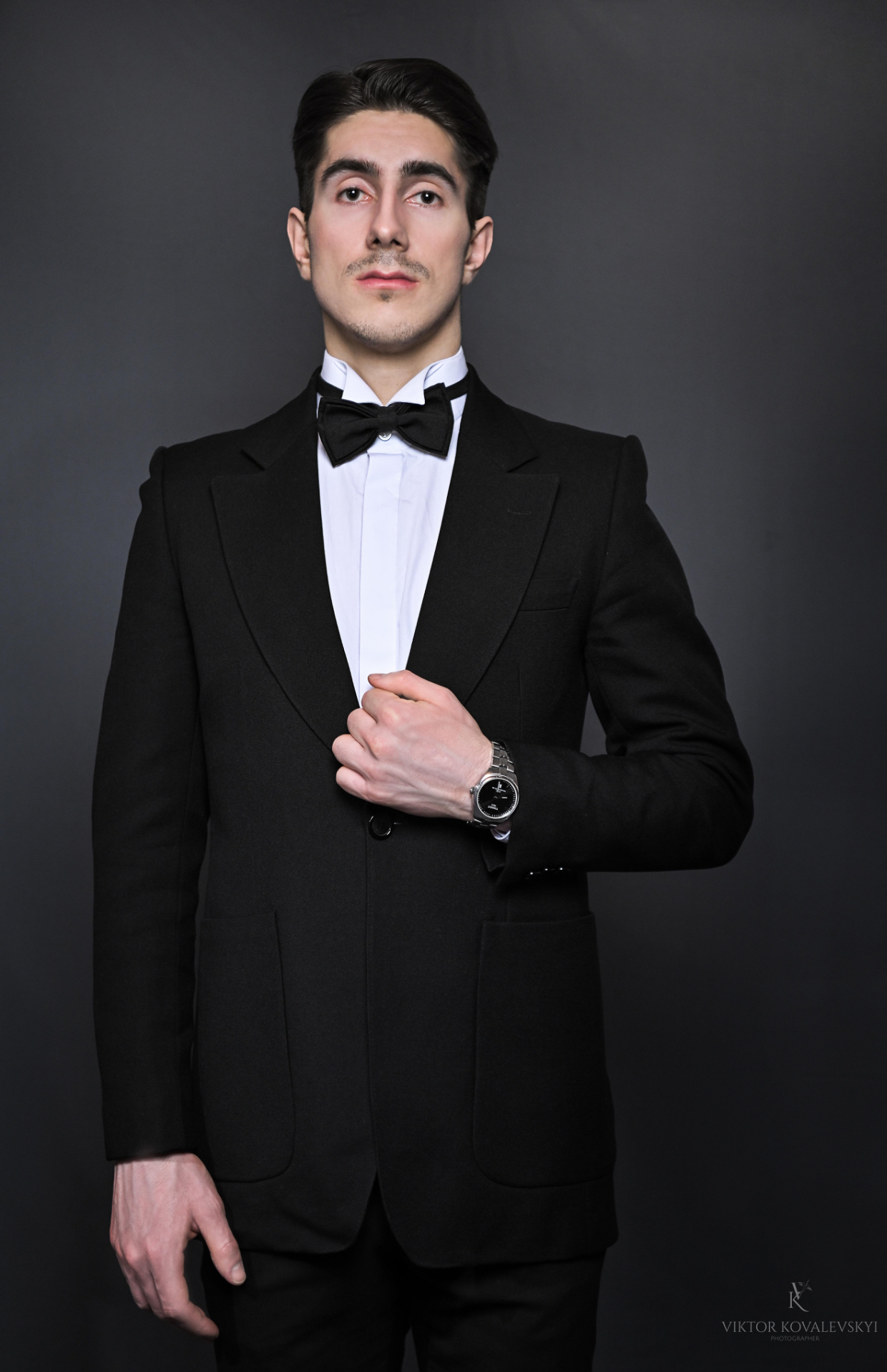
Київ (лютий 2022)

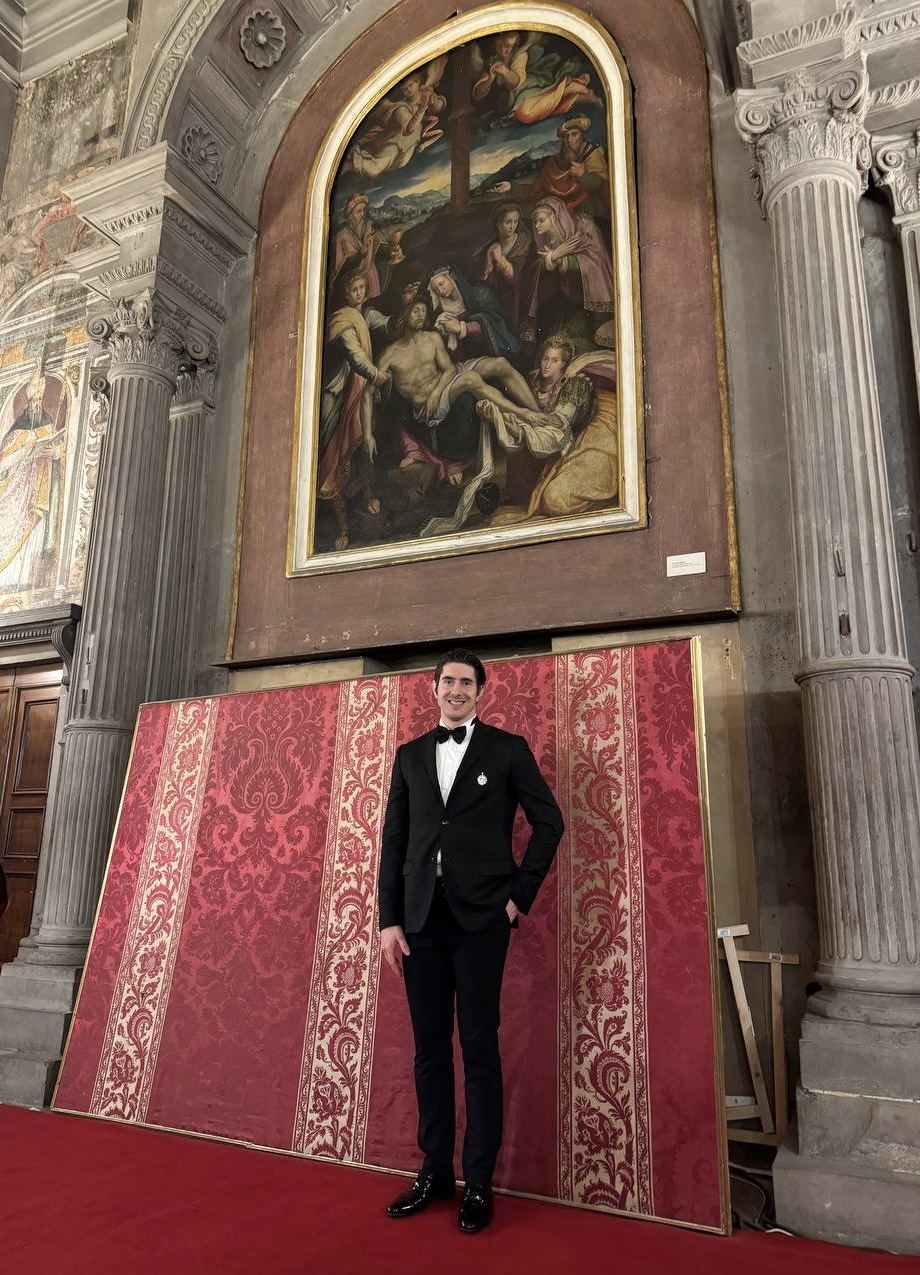
Volodymyr Morozov

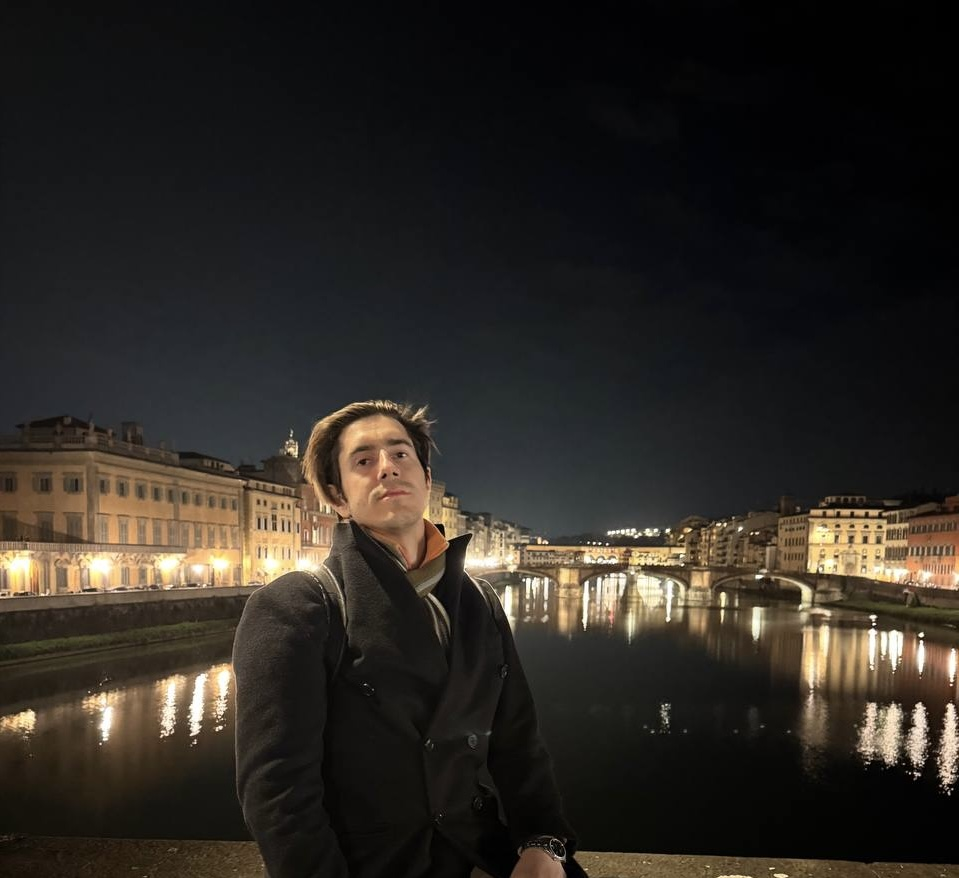
Volodymyr Morozov

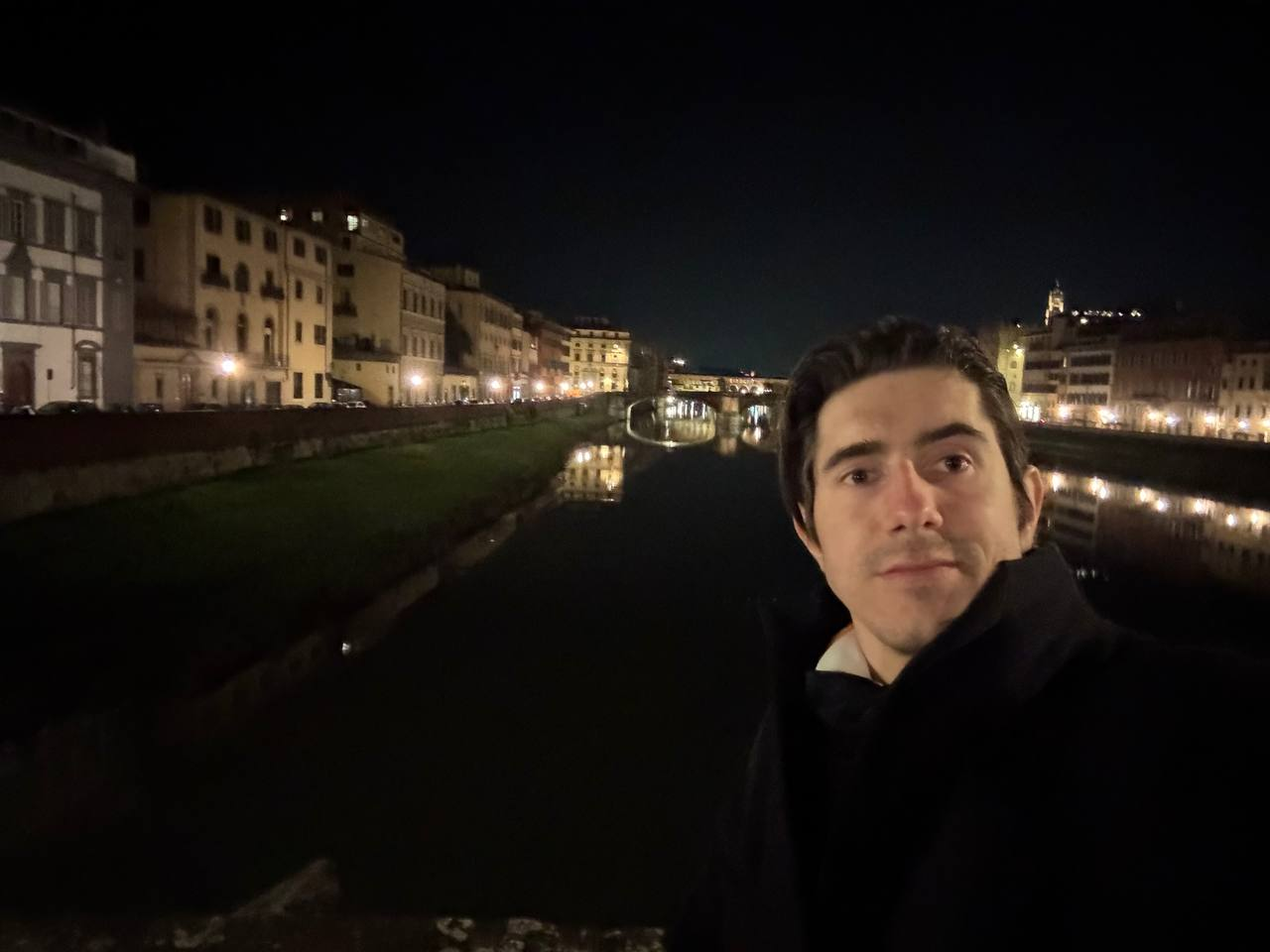
Volodymyr Morozov

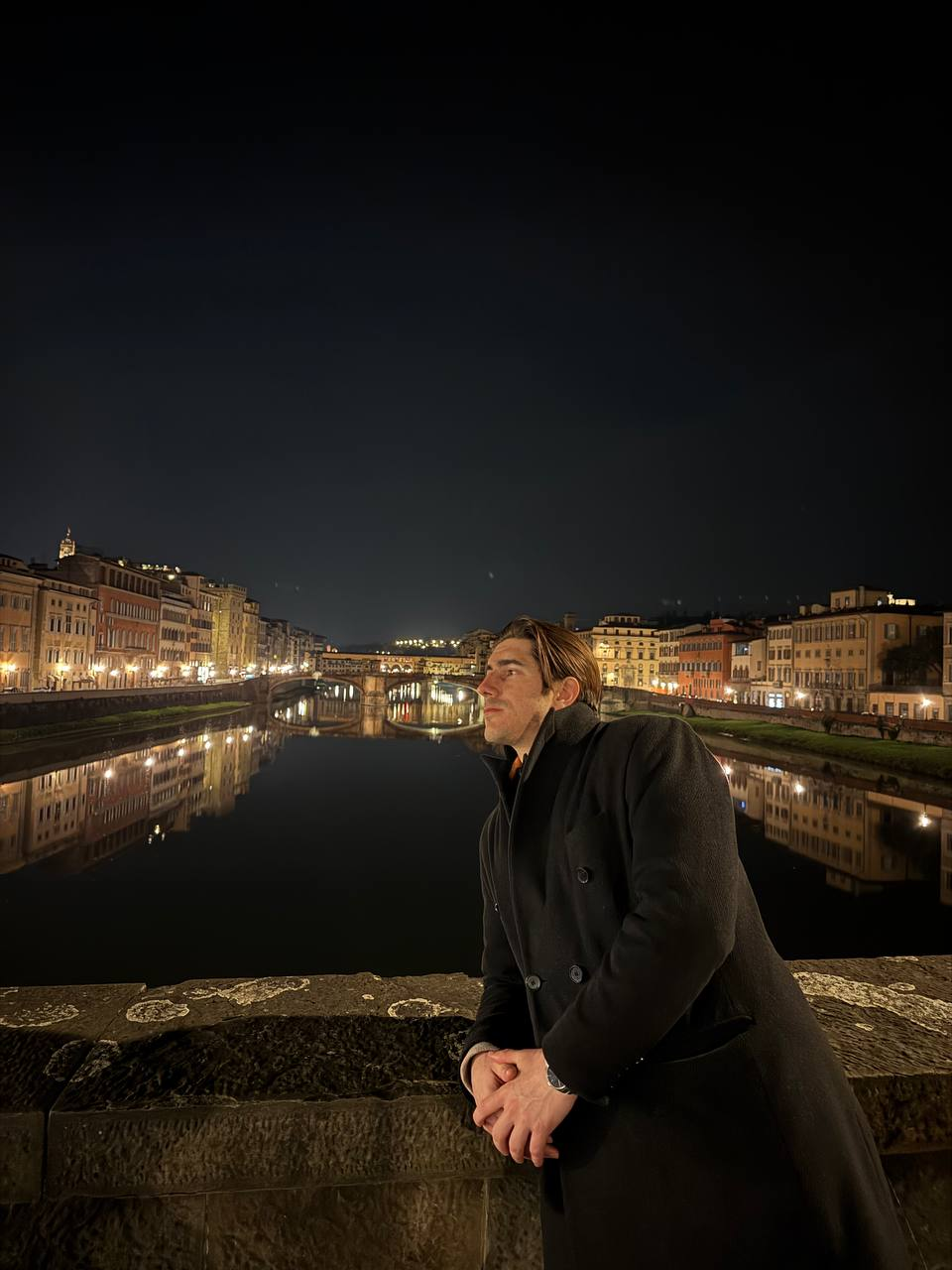
Volodymyr Morozov

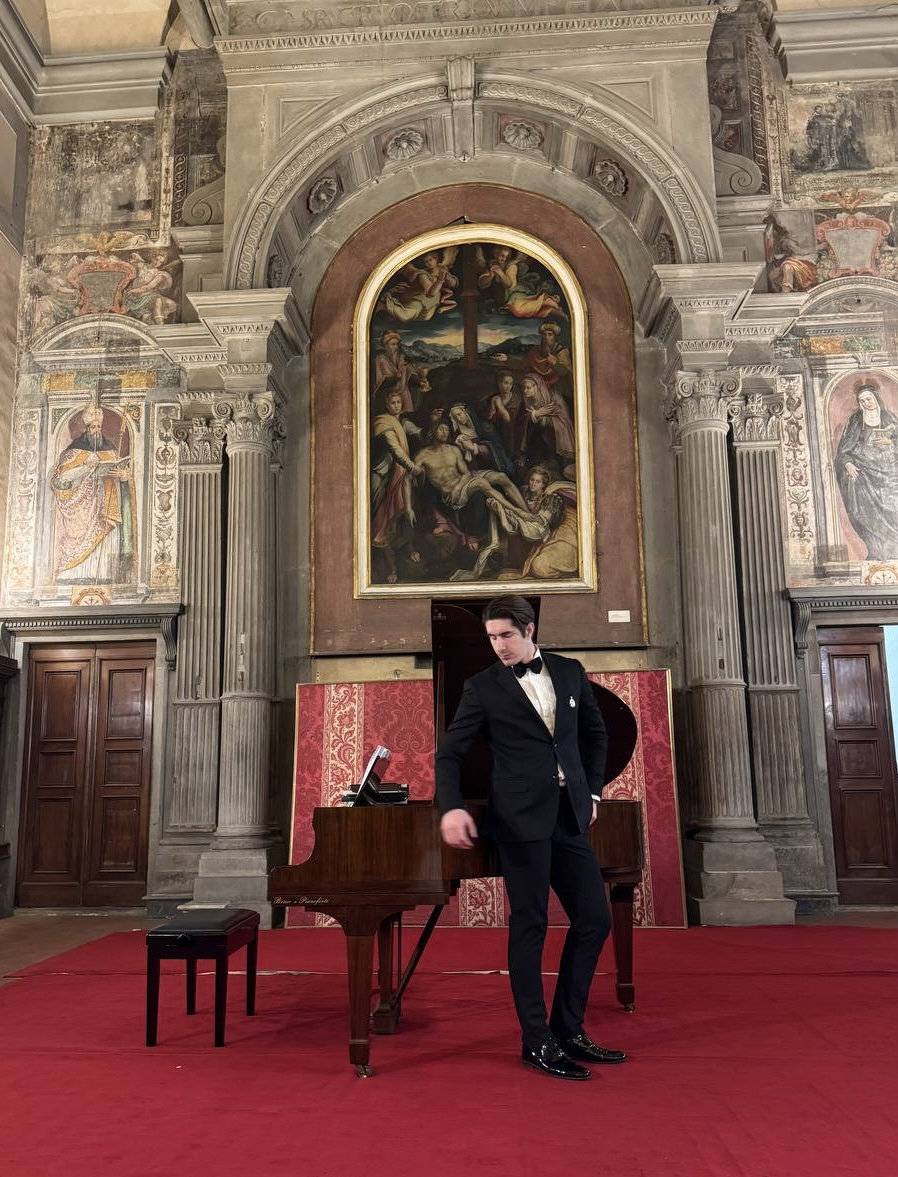
Volodymyr Morozov

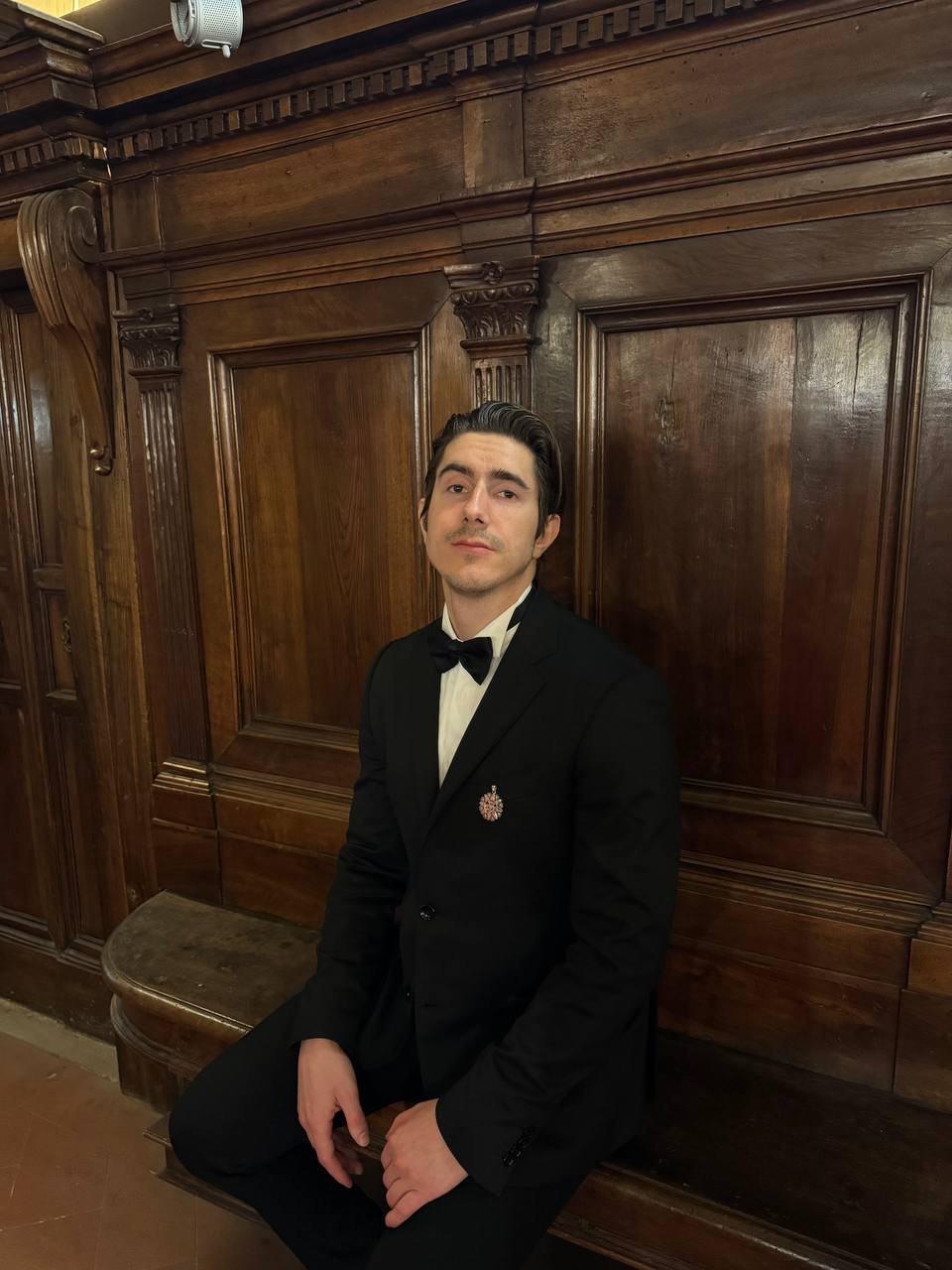
Volodymyr Morozov

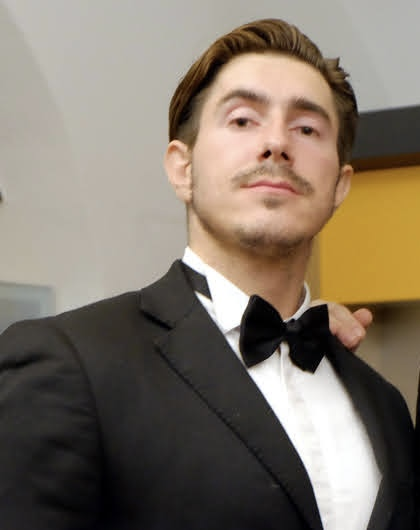
Volodymyr Morozov

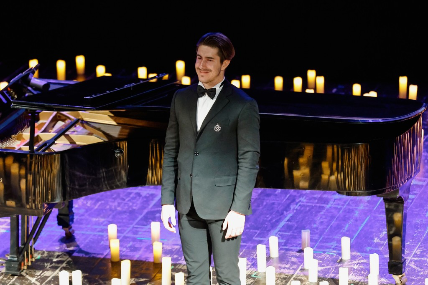
Volodymyr Morozov

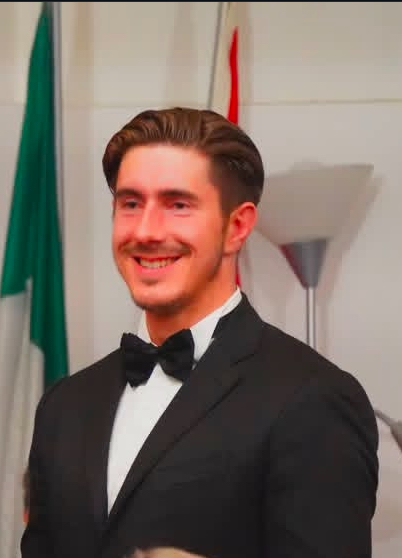
Volodymyr Morozov

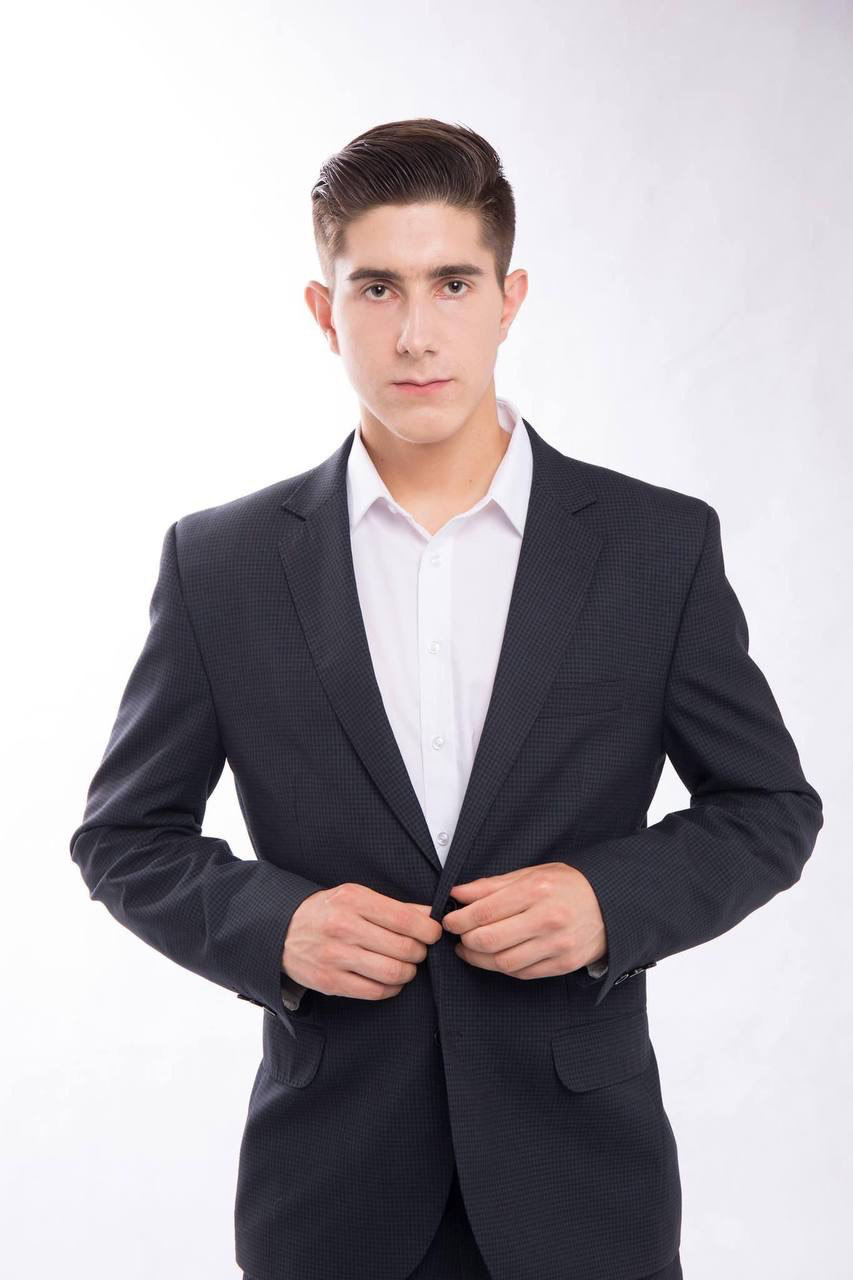
Студент НМАУ (Київ)

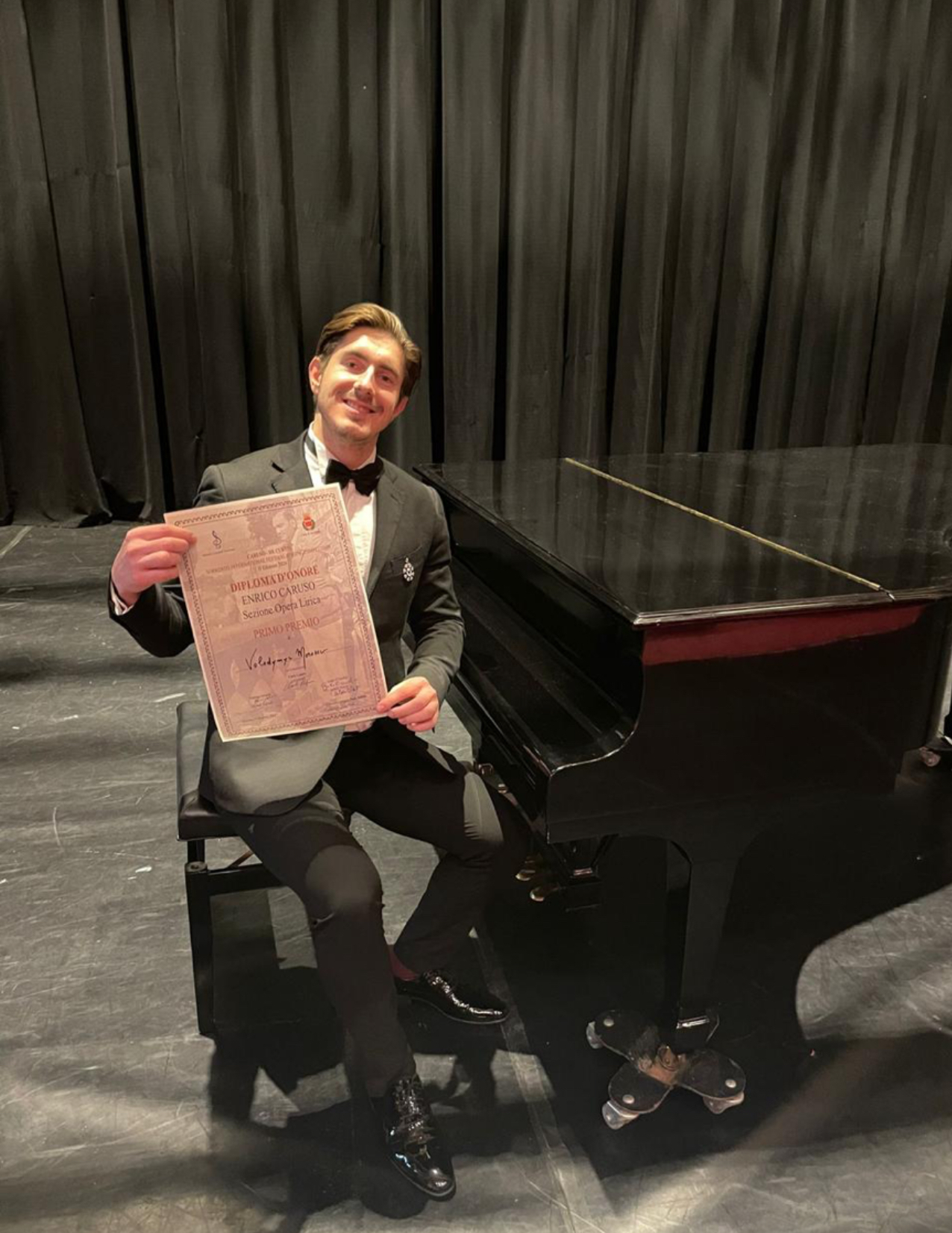
Після конкурсу ім. Е. Карузо в Сорренто (грудень 2024)

## Відео
Арія Аттіли з опери «Аттіла» Джузеппе Верді
Арія Прочіди з опери «Сицилійська вечірня» Джузеппе Верді
Арія

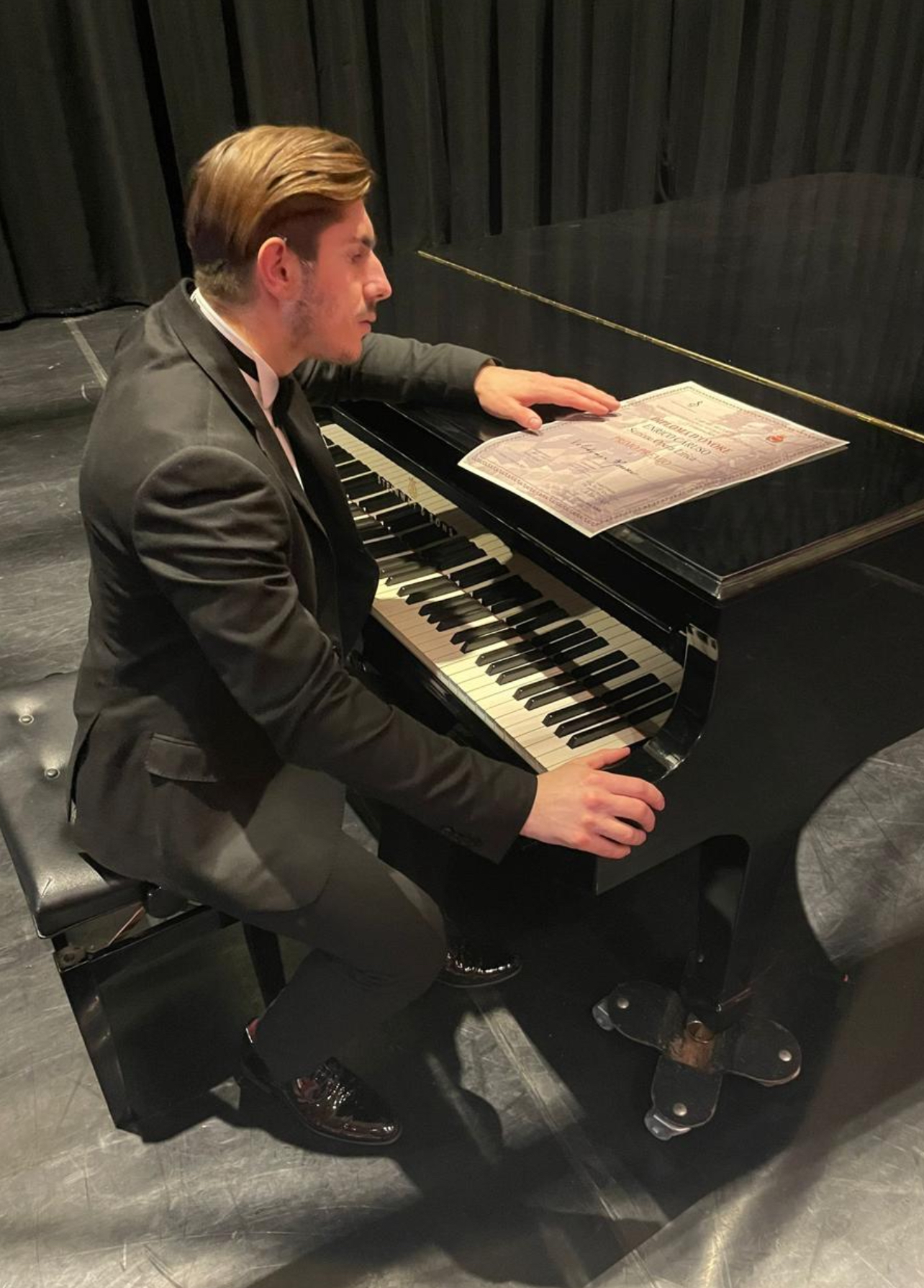
Володимир Морозов у Сорренто (Італія)

герцога Альвізе Бадоеро з опери «Джоконда» Амількаре Понк'єллі

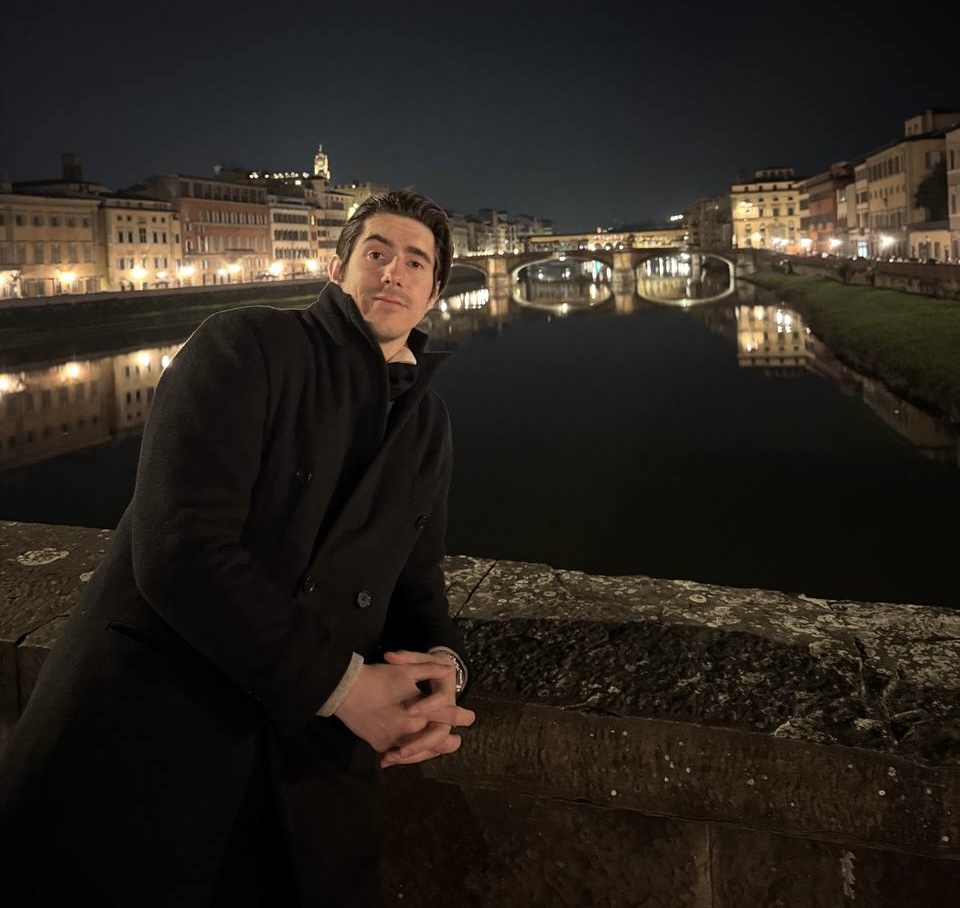
Володимир Морозов у Флоренції

Арія Даланда з опери  «Летючий голландець» Ріхарда Вагнера
Арія Греміна з опери  «Євгеній Онєгін» Петра Чайковського
Новий YouTube-канал Володимира Морозова
Старий YouTube-канал Володимира Морозова
Розділ доповнюється.

## Посилання

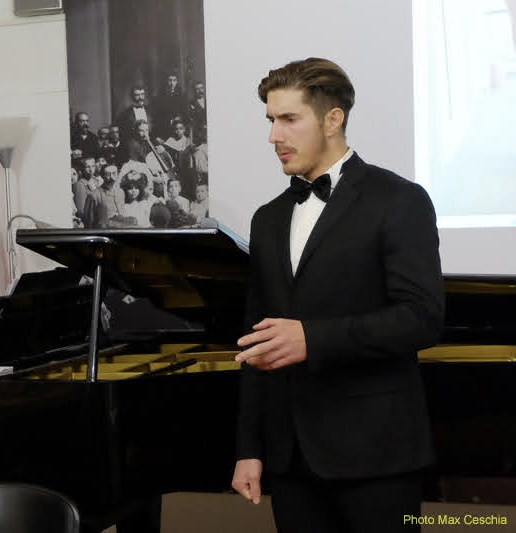
Володимир Морозов у Трієсті (Італія)

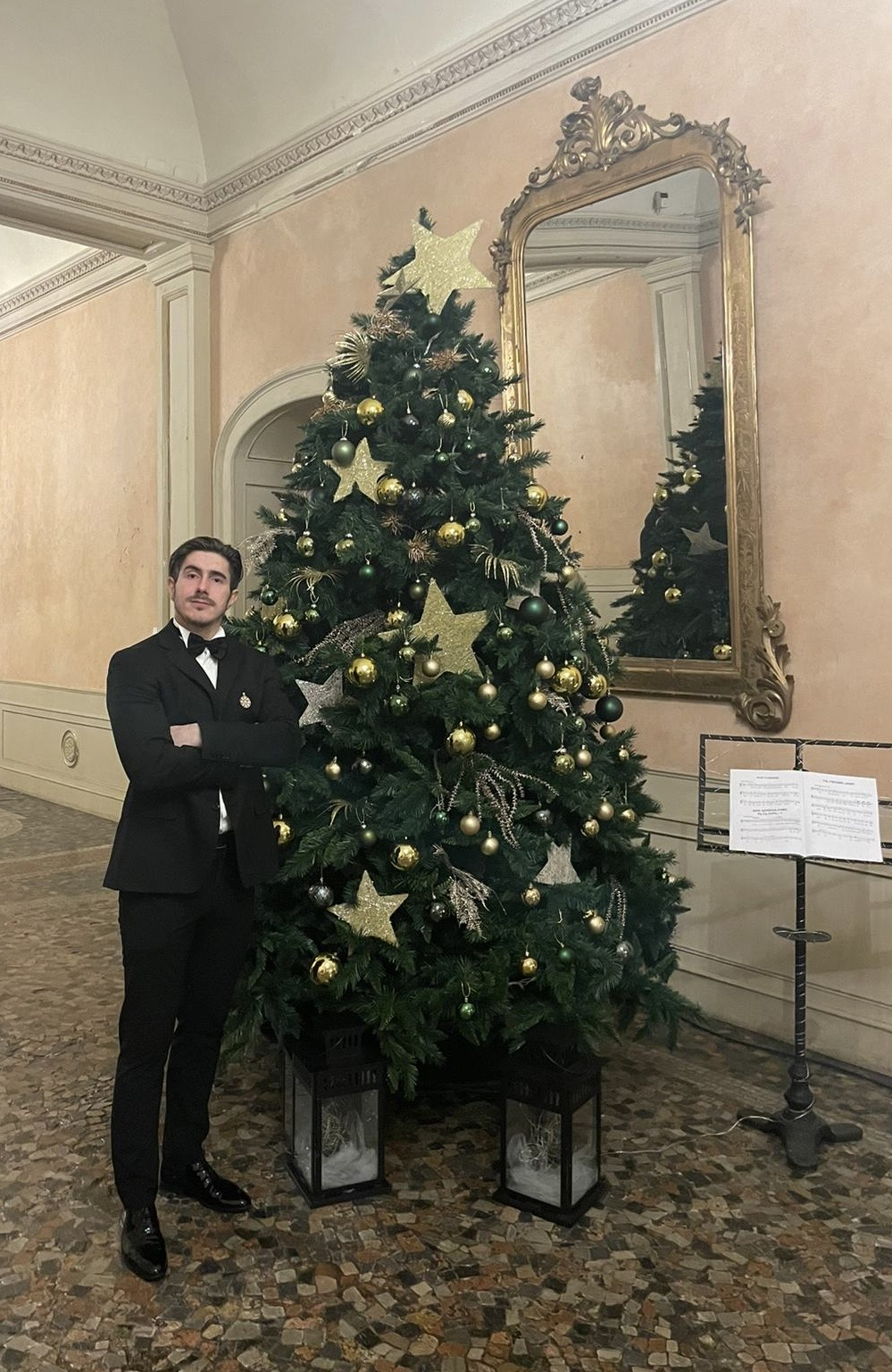
Володимир Морозов у Teatro Sociale (Комо, Італія)

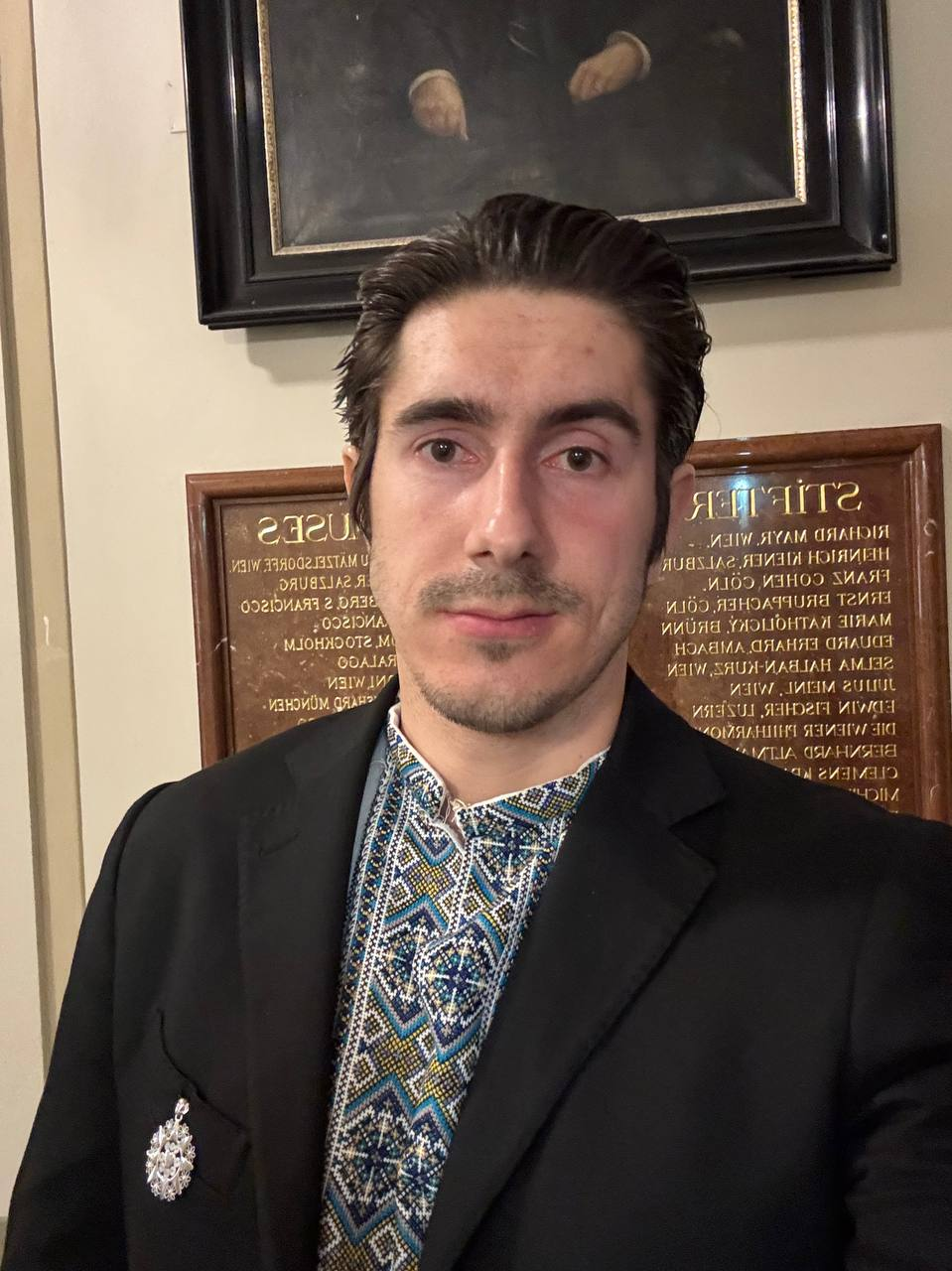
Volodymyr Morozov